# İstanbul Cup 2018
İstanbul Cup 2018 (також відомий під назвою TEB BNP Paribas İstanbul Cup за назвою спонсора) — тенісний турнір, що проходив на кортах з ґрунтовим покриттям у Стамбулі (Туреччина). Це був 11-й за ліком Istanbul Cup. Належав до серії International в рамках Туру WTA 2018. Тривав з 23 до 29 квітня 2018 року.

## Очки і призові
| Дисципліна              | П   | Ф   | ПФ  | ЧФ | 1/8 | 1/16 | Q   | Q2  | Q1  |
| Жінки, одиночний розряд | 280 | 180 | 110 | 60 | 30  | 1    | 18  | 12  | 1   |
| Жінки, парний розряд    | 280 | 180 | 110 | 60 | 1   | Н/Д  | Н/Д | Н/Д | Н/Д |

### Розподіл призових грошей
| Дисципліна              | П       | F       | ПФ      | ЧФ     | 1/8    | 1/16   | Q2     | Q1   |
| Жінки, одиночний розряд | $43,000 | $21,400 | $11,500 | $6,175 | $3,400 | $2,100 | $1,020 | $600 |
| Жінки, парний розряд    | $12,300 | $6,400  | $3,435  | $1,820 | $960   | Н/Д    | Н/Д    | Н/Д  |

## Учасниці основної сітки в одиночному розряді

### Сіяні пари
| Країна   | Гравчиня           | Рейтинг1 | Сіяна |
| -------- | ------------------ | -------- | ----- |
| Данія    | Каролін Возняцкі   | 2        | 1     |
| Росія    | Світлана Кузнецова | 28       | 2     |
| Польща   | Агнешка Радванська | 29       | 3     |
| КНР      | Ч Шуай             | 30       | 4     |
| Росія    | Катерина Макарова  | 32       | 5     |
| Румунія  | Сорана Кирстя      | 34       | 6     |
| Румунія  | Ірина-Камелія Бегу | 38       | 7     |
| Білорусь | Арина Соболенко    | 47       | 8     |

- Рейтинг подано станом на 16 квітня 2018.

### Інші учасниці
Учасниці, що отримали вайлд-кард на участь в основній сітці:
- Айла Аксу
- Чагла Бююкакчай
- Іпек Оз

Нижче наведено гравчинь, які пробились в основну сітку через стадію кваліфікації:
- Валентина Івахненко
- Даліла Якупович
- Анна Калинська
- Данка Ковінич
- Аранча Рус
- Вікторія Томова

### Знялись з турніру
- Беатріс Аддад Майя → її замінила  Крістіна Макгейл
- Катерина Козлова → її замінила  Айла Томлянович
- Татьяна Марія → її замінила  Сара Еррані
- Наомі Осака → її замінила  Полона Герцог

### Завершили кар'єру
- Катерина Бондаренко
- Агнешка Радванська
- Каролін Возняцкі

## Учасниці основної сітки в парному розряді

### Сіяні
| Країна     | Гравчиня            | Країна          | Гравчиня          | Рейтинг1 | Сіяна |
| ---------- | ------------------- | --------------- | ----------------- | -------- | ----- |
| Україна    | Катерина Бондаренко | Сербія          | Александра Крунич | 109      | 1     |
| Нідерланди | Бібіана Схофс       | Чехія           | Рената Ворачова   | 123      | 2     |
| Швейцарія  | Ксенія Нолл         | Велика Британія | Анна Сміт         | 123      | 3     |
| Словенія   | Даліла Якупович     | Росія           | Ірина Хромачова   | 123      | 4     |

- 1 Рейтинг подано станом на 16 квітня 2018.

### Інші учасниці
Пари, що отримали вайлд-кард на вихід в основну сітку:
- Айла Аксу /  Гаррієт Дарт
- Іпек Оз /  Меліс Сезер

### Знялись з турніру
Під час турніру
- Катерина Бондаренко

## Переможниці та фіналістки

### Одиночний розряд
- Полін Пармантьє —  Полона Герцог, 6–4, 3–6, 6–3[1]

### Парний розряд
- Лян Чень /  Ч Шуай —  Ксенія Нолл /  Анна Сміт, 6–4, 6–4[1]